# Kagoshima

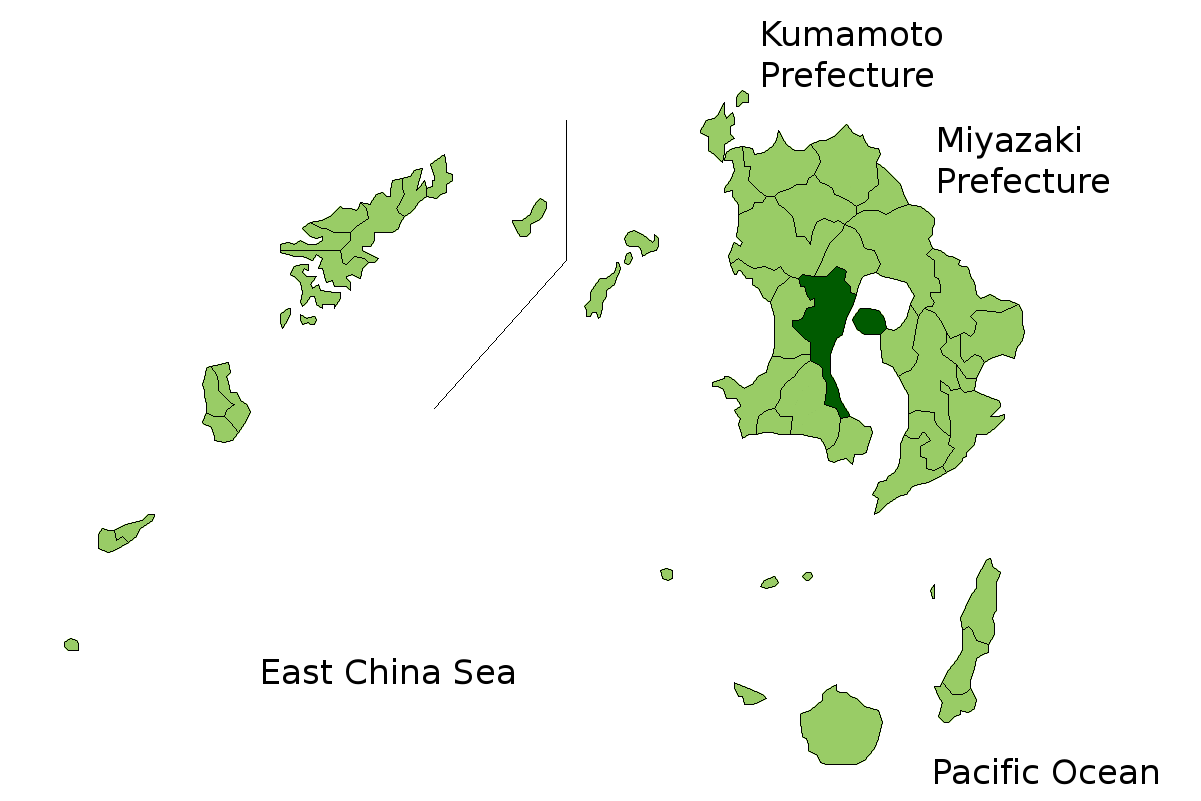

Kagoshima (鹿児島市 Kagoshima-shi?) este un municipiu din Japonia, centrul administrativ al prefecturii Kagoshima.